# 独根草
独根草（学名：Oresitrophe rupifraga），为虎耳草科独根草属下的一个植物种。